# 心叶稷
心叶稷（学名：Panicum notatum）为禾本科黍属下的一个种。

## 扩展阅读
- 維基物種上的相關：心叶稷